# Appendicularia tregouboffi
Appendicularia tregouboffi är en ryggsträngsdjursart som beskrevs av Fenaux 1960. Appendicularia tregouboffi ingår i släktet Appendicularia och familjen bägargroddar. Inga underarter finns listade i Catalogue of Life.